# Funzioni di Struve
In matematica, le funzioni di Struve sono funzioni speciali che sono soluzioni dell'equazione differenziale lineare del secondo ordine non omogenea di Bessel:
{\displaystyle z^{2}{\frac {d^{2}w}{dz^{2}}}+z{\frac {dw}{dz}}+(z^{2}-\nu ^{2})w={\frac {4(z/2)^{\nu +1}}{{\sqrt {\pi }}\Gamma (\nu +{1 \over 2})}}}
dove {\displaystyle \Gamma } è la funzione Gamma. La sua soluzione generale ha una forma del tipo:
{\displaystyle w(z)=aJ_{\nu }(z)+bY_{\nu }(z)+\mathbf {H} _{\nu }(z)}
dove {\displaystyle a} e {\displaystyle b} sono costanti arbitrarie, mentre {\displaystyle \,J_{\nu }(z)} e {\displaystyle \,Y_{\nu }(z)} denotano rispettivamente le funzioni di Bessel del primo e del secondo genere. La funzione {\displaystyle \mathbf {H} _{\nu }(z)} è una qualsiasi soluzione particolare dell'equazione differenziale precedente, e viene chiamata funzione di Struve di ordine {\displaystyle \nu }.

## Definizione
Trattandosi di un'equazione non omogenea, la soluzione dell'equazione di Bessel può essere costruita a partire da una soluzione particolare aggiungendo le soluzioni della rispettiva equazione omogenea. In questo caso, le soluzioni omogenee sono le funzioni di Bessel, e la soluzione particolare può essere scelta come la corrispondente funzione di Struve.
L'espansione delle funzioni di Struve {\displaystyle \mathbf {H} _{\alpha }(x)} in serie di potenze ha la seguente forma:
{\displaystyle \mathbf {H} _{\nu }(z)=\left({\frac {z}{2}}\right)^{\nu +1}\,\sum _{k=0}^{\infty }(-1)^{k}{\frac {({\frac {z}{2}})^{2k}}{\Gamma (k+{\frac {3}{2}})\Gamma (k+\nu +{\frac {3}{2}})}}}
In particolare:
{\displaystyle \mathbf {H} _{0}(z)={\frac {2}{\pi }}\,z\,\left[1+\sum _{k=1}^{\infty }(-1)^{k}\prod _{j=1}^{k}\left({\frac {z}{2j+1}}\right)^{2}\right]}
{\displaystyle \mathbf {H} _{1}(z)=-{\frac {2}{\pi }}\,\sum _{k=1}^{\infty }(-1)^{k}\prod _{j=1}^{k}{\frac {z^{2}}{4j^{2}-1}}}
La funzione di Struve modificata, denotata con {\displaystyle \mathbf {L} _{\nu }(z)}, si sviluppa in serie di potenze come:
{\displaystyle \mathbf {L} _{\nu }(z)=\left({\frac {z}{2}}\right)^{\nu +1}\sum _{k=0}^{\infty }{\frac {1}{\Gamma \left({\frac {3}{2}}+k\right)\Gamma \left({\frac {3}{2}}+k+\nu \right)}}\left({\frac {z}{2}}\right)^{2k}}

### Forma integrale
Una definizione alternativa della funzione di Struve per valori di {\displaystyle \alpha } che soddisfano {\displaystyle \Re (\alpha )>-1/2} è possibile tramite la rappresentazione integrale:
{\displaystyle \mathbf {H} _{\alpha }(x)={\frac {2\left({\frac {x}{2}}\right)^{\alpha }}{{\sqrt {\pi }}\Gamma \left(\alpha +{\frac {1}{2}}\right)}}\int _{0}^{\frac {\pi }{2}}\sin(x\cos \tau )\sin ^{2\alpha }(\tau )d\tau }

## Forme asintotiche
Per piccoli valori di {\displaystyle x}, lo sviluppo in serie di potenze è data sopra, mentre per grandi valori di {\displaystyle x}
{\displaystyle \mathbf {H} _{\alpha }(x)-Y_{\alpha }(x)\to {\frac {\left({\frac {x}{2}}\right)^{\alpha -1}}{{\sqrt {\pi }}\Gamma \left(\alpha +{\frac {1}{2}}\right)}}+O\left(\left({\tfrac {x}{2}}\right)^{\alpha -3}\right)}
dove {\displaystyle Y_{\alpha }(x)} è la funzione di Neumann.

## Proprietà
Le funzioni di Struve soddisfano le seguenti relazioni di ricorrenza:
{\displaystyle {\begin{aligned}\mathbf {H} _{\alpha -1}(x)+\mathbf {H} _{\alpha +1}(x)&={\frac {2\alpha }{x}}\mathbf {H} _{\alpha }(x)+{\frac {\left({\frac {x}{2}}\right)^{\alpha }}{{\sqrt {\pi }}\Gamma \left(\alpha +{\frac {3}{2}}\right)}}\\\mathbf {H} _{\alpha -1}(x)-\mathbf {H} _{\alpha +1}(x)&=2{\frac {d}{dx}}\left(\mathbf {H} _{\alpha }(x)\right)-{\frac {\left({\frac {x}{2}}\right)^{\alpha }}{{\sqrt {\pi }}\Gamma \left(\alpha +{\frac {3}{2}}\right)}}\end{aligned}}}

## Collegamenti con altre funzioni speciali
Le funzioni di Struve presentano collegamenti piuttosto stretti con varie funzioni special, come le funzioni di Bessel {\displaystyle \,J_{\nu }(z)} e {\displaystyle \,Y_{\nu }(z)}, le funzioni di Bessel sferiche modificate {\displaystyle \,I_{\nu }(z)}, le funzioni di Anger {\displaystyle \mathbf {J} _{\nu }(iz)}, funzioni di Weber {\displaystyle \mathbf {E} _{n}} e le funzioni di Struve modificate {\displaystyle \mathbf {L} _{\nu }(iz)}. Nello specifico, per quanto riguarda le funzioni di Weber, possono essere scritte attraverso di esse e viceversa, ovvero se {\displaystyle n} è un intero non-negativo allora:
{\displaystyle \mathbf {E} _{n}(z)={\frac {1}{\pi }}\sum _{k=0}^{\left\lfloor {\frac {n-1}{2}}\right\rfloor }{\frac {\Gamma \left(k+{\frac {1}{2}}\right)\left({\frac {z}{2}}\right)^{n-2k-1}}{\Gamma \left(n-k-{\frac {1}{2}}\right)}}\mathbf {H} _{n}}
{\displaystyle \mathbf {E} _{-n}(z)={\frac {(-1)^{n+1}}{\pi }}\sum _{k=0}^{\left\lfloor {\frac {n-1}{2}}\right\rfloor }{\frac {\Gamma (n-k-{\frac {1}{2}})\left({\frac {z}{2}}\right)^{-n+2k+1}}{\Gamma \left(k+{\frac {3}{2}}\right)}}\mathbf {H} _{-n}}
Le funzioni di Struve di ordine {\displaystyle n+1/2}, con {\displaystyle n} intero, possono inoltre essere scritte tramite funzioni elementari; in particolare se {\displaystyle n} è un intero non-negativo allora:
{\displaystyle \mathbf {H} _{-n-{\frac {1}{2}}}(z)=(-1)^{n}J_{n+{\frac {1}{2}}}(z)}
dove il membro di destra è una funzione di Bessel sferica.
Le funzioni di Struve di ordine qualsiasi possono anche essere definite con la funzione ipergeometrica generalizzata {\displaystyle {}_{1}F_{2}}:
{\displaystyle \mathbf {H} _{\alpha }(z)={\frac {\left({\frac {z}{2}}\right)^{\alpha +{\frac {1}{2}}}}{{\sqrt {2\pi }}\Gamma \left(\alpha +{\tfrac {3}{2}}\right)}}{}_{1}F_{2}\left(1,{\tfrac {3}{2}},\alpha +{\tfrac {3}{2}},-{\tfrac {z^{2}}{4}}\right)}